# Dicranales
Dicranales, red pravih mahovina. Postoji preko 1500 vrsta u 11 porodica

## Porodice
1. Fissidentaceae Schimp.
2. Hypodontiaceae Stech & W. Frey
3. Eustichiaceae Broth.
4. Ditrichaceae Limpr.
5. Bruchiaceae Schimp.
6. Rhachitheciaceae H. Rob.
7. Erpodiaceae Broth.
8. Schistostegaceae Schimp.
9. Viridivelleraceae I. G. Stone
10. Hymenolomataceae Ignatov & Fedosov
11. Rhabdoweisiaceae Limpr.
12. Dicranaceae Schimp.
13. Rhizogemmaceae Bonfim Santos, Siebel & Fedosov
14. Ruficaulaceae Bonfim Santos & Fedosov
15. Aongstroemiaceae De Not.
16. Dicranellaceae Stech
17. Dicranellopsidaceae Bonfim Santos, Siebel &Fedosov
18. Micromitriaceae Smyth ex Goffinet & Budke
19. Leucobryaceae Schimp.
20. Octoblepharaceae A.Eddy ex M.Menzel
21. Calymperaceae Kindb.

### Fosili
1. Pottiodicranum Ignatov, Schäf.-Verw., Perkovsky & Heinrichs
2. Viledia Ignatov

Sinonimi 
1. Octoblepharaceae A. Eddy ex M. Menzel